# Kabupaten Puncak
Kabupaten Puncak (engelska: Puncak Regency) är ett kabupaten i Indonesien.   Det ligger i provinsen Papua, i den östra delen av landet, 3 400 km öster om huvudstaden Jakarta. Antalet invånare är 93 218.